# 薬院大通センタービル
薬院大通センタービル（やくいんおおどおりセンタービル）は、2005年4月25日に福岡県福岡市中央区薬院4丁目にオープンした複合施設。薬院大通り西地区市街地再開発事業により整備された。
この施設内にはスーパー、ドラッグストア、クリニック、オフィスなど地域の生活に密着したテナントが入居している。また、高層階は高齢者施設や賃貸住宅などとなっている。さらに地下2階には地下鉄七隈線（3号線）の薬院大通駅との出入り口があり、交通アクセス面も考慮されている。
このビルの北側、及び西側は公開空地となっており、公共の広場となっている。

## 施設
施設は2つの建物からなり、下層部では建物間が連結、上層部では建物間が分離している。
|     | 壱番館                                                 | 弐番館                                                 |
| --- | ------------------------------------------------------ | ------------------------------------------------------ |
| P1  | ヘリポート                                             |                                                        |
| F18 | 住宅                                                   |                                                        |
| F17 | 住宅                                                   |                                                        |
| F16 | 住宅                                                   |                                                        |
| F15 | 住宅                                                   |                                                        |
| F14 | 住宅                                                   |                                                        |
| F13 | 住宅                                                   | 高齢者施設                                             |
| F12 | 住宅                                                   | 高齢者施設                                             |
| F11 | 住宅                                                   | 高齢者施設                                             |
| F10 | 住宅                                                   | 高齢者施設                                             |
| F9  | 住宅                                                   | 高齢者施設                                             |
| F8  | 住宅                                                   | 高齢者施設                                             |
| F7  | 住宅                                                   | 高齢者施設                                             |
| F6  | 住宅                                                   | 高齢者施設                                             |
| F5  | 住宅                                                   | 高齢者施設                                             |
| F4  | 住宅                                                   | 高齢者施設                                             |
| F3  | オフィスフロア                                         | 高齢者施設                                             |
| F2  | メディカルフロア: 医療施設・調剤薬局、ドラッグストアー | メディカルフロア: 医療施設・調剤薬局、ドラッグストアー |
| F1  | コマースフロア: スーパーマーケット                     | 荷捌スペース、駐車場                                   |
| B1  | 防災センター                                           | 防災センター                                           |
| B2  | 地下鉄連絡通路                                         |                                                        |

## 耐震設計
建物全体で震災を軽減する全体崩壊形設計。
地形基盤
壱番館については岩盤上に連結されており、土壌変化による影響を受けにくい。
弐番館については岩盤までを杭を通すことで壱番館同様の耐震性能を得ている。
耐震成果
建物完成直後に福岡県西方沖地震に見舞われるが、柱や梁などの主要耐震部材には被害が見られなかった。